# Daniel Hjulström
Daniel Hjulström var en svensk dekorationsmålare verksam vid mitten av 1700-talet.
Hjulström arbetade med dekorativa målningar i Trehörna kyrka i Östergötland, samt i Sankt Lars kyrka, Linköping i Linköping. På 1750-talet utförde han en större takmålning och en altartavla i Sankta Birgittas kyrka i Nykarleby. Hans målningar har originella kompositioner som är präglade av en djupsinnig symbolik.
Han bodde under 1729–1731 i Askersund.

## Privatliv
Hjulström gifte sig senast 1729 med Anna Catharina Eberg. De fick tillsammans dottern Anna Catharina (född 1731).